# ヴァージニア・バクスター
ヴァージニア・バクスター（英語: Virginia "Ginny" Baxter、1932年12月3日 - 2014年12月18日）は、アメリカ合衆国、デトロイト出身のフィギュアスケート選手（女子シングル）。
1952年オスロオリンピック5位。1952年世界選手権銅メダリスト。

## 主な戦績
| 大会/年      | 1948-49 | 1949-50 | 1950-51 | 1951-52 |
| ------------ | ------- | ------- | ------- | ------- |
| オリンピック |         |         |         | 5       |
| 世界選手権   | 7       | 7       |         | 3       |
| 全米選手権   | 3       | 3       | 3       |         |
| 北米選手権   | 3       |         |         |         |